# Mistrzostwa Europy w Curlingu 2007/Grupa B

## Kobiety

### Reprezentacje i podział

#### B1
| Kraj      | Skip                   | Trzecia             | Druga              | Otwierająca         | Rezerwowa           | Trener              |
| --------- | ---------------------- | ------------------- | ------------------ | ------------------- | ------------------- | ------------------- |
| Francja   | Sandrine Morand        | Karine Baechelen    | Delphine Charlet   | Brigitte Mathieu    | Alexandra Seimbille | Julien Charlet      |
| Węgry     | Ildikó Szekeres        | Alexandra Béres     | Gyöngyi Nagy       | Boglárka Ádám       | Krisztina Bartalus  | Darrell Ell         |
| Irlandia  | Marie O’Kane           | Louise Kerr         | Jane Paterson      | Gillian Drury       |                     |                     |
| Litwa     | Virginija Paulauskaitė | Evelina Aleksejenko | Rūta Norkienė      | Rasa Smaliukienė    |                     |                     |
| Norwegia  | Dordi Nordby           | Marianne Rorvik     | Charlotte Hovring  | Ingrid Stensrud     | Marte Bakk          | Hanne Woods         |
| Hiszpania | Montserrat Marti       | Silvia Ferrer       | Aránzazu Dominguez | Francisca Cladellas | Silvia Orriols      | Claude-Alain Vuille |

#### B2
| Kraj      | Skip                    | Trzecia               | Druga            | Otwierająca      | Rezerwowa        | Trener                   |
| --------- | ----------------------- | --------------------- | ---------------- | ---------------- | ---------------- | ------------------------ |
| Anglia    | Kirsty Balfour          | Caroline Reed         | Claire Grimwood  | Sarah McVey      | Joan Reed        |                          |
| Chorwacja | Katarina Radonić        | Nikolina Petrić       | Zrinka Muhek     | Marta Muždalo    | Slavica Roso     | Jamie Boutin             |
| Holandia  | Shari Leibbrandt-Demmon | Margerirtha Voskuilen | Esther Romijn    | Idske de Jong    |                  | Cindy Bishop             |
| Łotwa     | Anete Zābere            | Dace Regža            | Solvita Gulbe    | Jeļena Stepanova | Evita Regža      | Ansis Regža              |
| Polska    | Marta Szeliga-Frynia    | Agnieszka Ogrodniczek | Katarzyna Wicik  | Marianna Das     | Justyna Zalewska | Christian Thune-Jacobsen |
| Słowacja  | Barbora Vojtušová       | Gabriela Kajanová     | Katarína Langová | Zuzana Axamitová |                  | Pavel Kocian             |

### Wyniki

#### Klasyfikacja końcowa
| # B | # A+B | Kraj      |
| --- | ----- | --------- |
| 1   | 11    | Anglia    |
| 2   | 12    | Holandia  |
| 3   | 13    | Francja   |
| 4   | 14    | Norwegia  |
| 5   | 15    | Węgry     |
| 5   | 15    | Polska    |
| 7   | 17    | Chorwacja |
| 7   | 17    | Estonia   |
| 9   | 19    | Łotwa     |
| 9   | 19    | Litwa     |
| 11  | 21    | Irlandia  |
| 11  | 21    | Słowacja  |
| 13  | 23    | Hiszpania |

#### Klasyfikacja po round robin
| # | Kraj      | Wygranych | Przegranych |
| - | --------- | --------- | ----------- |
| 1 | Norwegia  | 6         | 0           |
| 2 | Estonia   | 4         | 2           |
|   | Francja   | 4         | 2           |
|   | Węgry     | 4         | 2           |
| 5 | Litwa     | 2         | 4           |
| 6 | Irlandia  | 1         | 5           |
| 7 | Hiszpania | 0         | 6           |

| # | Kraj      | Wygranych | Przegranych |
| - | --------- | --------- | ----------- |
| 1 | Holandia  | 4         | 1           |
| 2 | Anglia    | 4         | 1           |
| 3 | Polska    | 2         | 3           |
| 4 | Chorwacja | 2         | 3           |
| 5 | Łotwa     | 2         | 3           |
| 6 | Słowacja  | 1         | 4           |

#### Finał
| Kraj     | 1 | 2 | 3 | 4 | 5 | 6 | 7 | 8 | 9 | 10 | Ogółem |
| -------- | - | - | - | - | - | - | - | - | - | -- | ------ |
| Holandia | 0 | 1 | 0 | 0 | 0 | 0 | 2 | 0 | 3 | 0  | 6      |
| Anglia   | 1 | 0 | 0 | 0 | 1 | 3 | 0 | 1 | 0 | 2  | 8      |

#### Mały finał
| Kraj     | 1 | 2 | 3 | 4 | 5 | 6 | 7 | 8 | 9 | 10 | Ogółem |
| -------- | - | - | - | - | - | - | - | - | - | -- | ------ |
| Francja  | 1 | 1 | x | x | x | x | x | x | x | x  | 2      |
| Norwegia | 0 | 0 | x | x | x | x | x | x | x | x  | 0      |

#### Półfinały
7 grudnia, piątek; 9:00 CET
| Kraj     | 1 | 2 | 3 | 4 | 5 | 6 | 7 | 8 | 9 | 10 | Ogółem |
| -------- | - | - | - | - | - | - | - | - | - | -- | ------ |
| Norwegia | 0 | 1 | 0 | 0 | 1 | 1 | 0 | 0 | 1 | 0  | 4      |
| Anglia   | 0 | 0 | 0 | 2 | 0 | 0 | 1 | 1 | 0 | 1  | 5      |

| Kraj     | 1 | 2 | 3 | 4 | 5 | 6 | 7 | 8 | 9 | 10 | Ogółem |
| -------- | - | - | - | - | - | - | - | - | - | -- | ------ |
| Francja  | 1 | 0 | 1 | 0 | 1 | 0 | 0 | 1 | 0 | x  | 4      |
| Holandia | 0 | 2 | 0 | 3 | 0 | 2 | 1 | 0 | 1 | x  | 9      |

#### Tie-Breaker
6 grudnia, czwartek; 8:00 CET
| Kraj    | 1 | 2 | 3 | 4 | 5 | 6 | 7 | 8 | 9 | 10 | Ogółem |
| ------- | - | - | - | - | - | - | - | - | - | -- | ------ |
| Francja | 0 | 2 | 1 | 0 | 1 | 0 | 1 | 1 | 0 | 1  | 7      |
| Estonia | 2 | 0 | 0 | 1 | 0 | 1 | 0 | 0 | 1 | 0  | 5      |

6 grudnia, czwartek; 12:00 CET
| Kraj    | 1 | 2 | 3 | 4 | 5 | 6 | 7 | 8 | 9 | 10 | Ogółem |
| ------- | - | - | - | - | - | - | - | - | - | -- | ------ |
| Węgry   | 0 | 1 | 0 | 1 | 0 | 2 | 0 | 0 | 1 | 0  | 5      |
| Francja | 1 | 0 | 0 | 0 | 1 | 0 | 1 | 2 | 0 | 1  | 6      |

#### Round robin B1

##### Sesja 1.
1 grudnia, sobota; 12:00 CET
| Kraj     | 1 | 2 | 3 | 4 | 5 | 6 | 7 | 8 | 9 | 10 | Ogółem |
| -------- | - | - | - | - | - | - | - | - | - | -- | ------ |
| Norwegia | 3 | 3 | 4 | 3 | 3 | 2 | x | x | x | x  | 18     |
| Litwa    | 0 | 0 | 0 | 0 | 0 | 0 | x | x | x | x  | 0      |

| Kraj      | 1 | 2 | 3 | 4 | 5 | 6 | 7 | 8 | 9 | 10 | Ogółem |
| --------- | - | - | - | - | - | - | - | - | - | -- | ------ |
| Francja   | 2 | 1 | 2 | 2 | 1 | 0 | 0 | 4 | x | x  | 12     |
| Hiszpania | 0 | 0 | 0 | 0 | 0 | 1 | 1 | 0 | x | x  | 2      |

##### Sesja 2.
1 grudnia, sobota; 16:00 CET
| Kraj    | 1 | 2 | 3 | 4 | 5 | 6 | 7 | 8 | 9 | 10 | Ogółem |
| ------- | - | - | - | - | - | - | - | - | - | -- | ------ |
| Estonia | 4 | 0 | 2 | 0 | 0 | 0 | 0 | 2 | 0 | 1  | 9      |
| Litwa   | 0 | 1 | 0 | 2 | 2 | 0 | 2 | 0 | 1 | 0  | 8      |

| Kraj      | 1 | 2 | 3 | 4 | 5 | 6 | 7 | 8 | 9 | 10 | Ogółem |
| --------- | - | - | - | - | - | - | - | - | - | -- | ------ |
| Hiszpania | 0 | 0 | 0 | 1 | 0 | 1 | 0 | 2 | x | x  | 4      |
| Irlandia  | 1 | 3 | 3 | 0 | 1 | 0 | 2 | 0 | x | x  | 10     |

| Kraj     | 1 | 2 | 3 | 4 | 5 | 6 | 7 | 8 | 9 | 10 | Ogółem |
| -------- | - | - | - | - | - | - | - | - | - | -- | ------ |
| Francja  | 1 | 0 | 0 | 0 | 1 | 1 | 0 | 1 | 0 | x  | 4      |
| Norwegia | 0 | 2 | 1 | 0 | 0 | 0 | 1 | 0 | 3 | x  | 7      |

##### Sesja 3.
2 grudnia, niedziela; 12:00 CET
| Kraj     | 1 | 2 | 3 | 4 | 5 | 6 | 7 | 8 | 9 | 10 | Ogółem |
| -------- | - | - | - | - | - | - | - | - | - | -- | ------ |
| Norwegia | 2 | 0 | 3 | 2 | 0 | 3 | 0 | x | x | x  | 10     |
| Irlandia | 0 | 1 | 0 | 0 | 1 | 0 | 1 | x | x | x  | 3      |

| Kraj    | 1 | 2 | 3 | 4 | 5 | 6 | 7 | 8 | 9 | 10 | Ogółem |
| ------- | - | - | - | - | - | - | - | - | - | -- | ------ |
| Estonia | 0 | 0 | 0 | 0 | 0 | 1 | 1 | 0 | 2 | 1  | 5      |
| Francja | 1 | 0 | 2 | 1 | 1 | 0 | 0 | 1 | 0 | 0  | 6      |

| Kraj  | 1 | 2 | 3 | 4 | 5 | 6 | 7 | 8 | 9 | 10 | Ogółem |
| ----- | - | - | - | - | - | - | - | - | - | -- | ------ |
| Litwa | 1 | 0 | 1 | 0 | 0 | 1 | 0 | 1 | 0 | x  | 4      |
| Węgry | 0 | 2 | 0 | 3 | 1 | 0 | 2 | 0 | 1 | x  | 9      |

##### Sesja 4.
2 grudnia, niedziela; 20:00 CET
| Kraj    | 1 | 2 | 3 | 4 | 5 | 6 | 7 | 8 | 9 | 10 | 11 | Ogółem |
| ------- | - | - | - | - | - | - | - | - | - | -- | -- | ------ |
| Estonia | 2 | 2 | 2 | 0 | 1 | 0 | 1 | 0 | 2 | 0  | 2  | 12     |
| Węgry   | 0 | 0 | 0 | 2 | 0 | 2 | 0 | 4 | 0 | 2  | 0  | 10     |

##### Sesja 5.
3 grudnia, poniedziałek; 12:00 CET
| Kraj    | 1 | 2 | 3 | 4 | 5 | 6 | 7 | 8 | 9 | 10 | Ogółem |
| ------- | - | - | - | - | - | - | - | - | - | -- | ------ |
| Węgry   | 0 | 6 | 2 | 2 | 1 | 0 | 0 | 2 | 0 | x  | 13     |
| Francja | 2 | 0 | 0 | 0 | 0 | 4 | 1 | 0 | 2 | x  | 9      |

| Kraj      | 1 | 2 | 3 | 4 | 5 | 6 | 7 | 8 | 9 | 10 | Ogółem |
| --------- | - | - | - | - | - | - | - | - | - | -- | ------ |
| Hiszpania | 0 | 0 | 1 | 0 | 1 | 0 | 0 | 0 | x | x  | 2      |
| Norwegia  | 0 | 2 | 0 | 2 | 0 | 2 | 1 | 2 | x | x  | 9      |

| Kraj     | 1 | 2 | 3 | 4 | 5 | 6 | 7 | 8 | 9 | 10 | Ogółem |
| -------- | - | - | - | - | - | - | - | - | - | -- | ------ |
| Irlandia | 0 | 2 | 0 | 2 | 0 | 0 | 1 | 2 | 0 | 1  | 8      |
| Estonia  | 2 | 0 | 5 | 0 | 1 | 1 | 0 | 0 | 1 | 0  | 10     |

##### Sesja 6.
3 grudnia, poniedziałek; 20:00 CET
| Kraj    | 1 | 2 | 3 | 4 | 5 | 6 | 7 | 8 | 9 | 10 | Ogółem |
| ------- | - | - | - | - | - | - | - | - | - | -- | ------ |
| Francja | 4 | 2 | 0 | 0 | 0 | 2 | 2 | 0 | 2 | x  | 12     |
| Litwa   | 0 | 0 | 1 | 0 | 1 | 0 | 0 | 3 | 0 | x  | 5      |

| Kraj      | 1 | 2 | 3 | 4 | 5 | 6 | 7 | 8 | 9 | 10 | Ogółem |
| --------- | - | - | - | - | - | - | - | - | - | -- | ------ |
| Hiszpania | 0 | 1 | 0 | 0 | 1 | 0 | x | x | x | x  | 2      |
| Estonia   | 1 | 0 | 6 | 1 | 0 | 4 | x | x | x | x  | 12     |

| Kraj     | 1 | 2 | 3 | 4 | 5 | 6 | 7 | 8 | 9 | 10 | Ogółem |
| -------- | - | - | - | - | - | - | - | - | - | -- | ------ |
| Irlandia | 1 | 0 | 0 | 1 | 1 | 0 | 0 | 0 | 0 | x  | 3      |
| Węgry    | 0 | 3 | 1 | 0 | 0 | 1 | 1 | 1 | 3 | x  | 10     |

##### Sesja 7.
4 grudnia, wtorek; 16:00 CET
| Kraj     | 1 | 2 | 3 | 4 | 5 | 6 | 7 | 8 | 9 | 10 | Ogółem |
| -------- | - | - | - | - | - | - | - | - | - | -- | ------ |
| Norwegia | 0 | 3 | 0 | 2 | 1 | 0 | 0 | 3 | 2 | x  | 11     |
| Estonia  | 1 | 0 | 2 | 0 | 0 | 2 | 1 | 0 | 0 | x  | 6      |

| Kraj      | 1 | 2 | 3 | 4 | 5 | 6 | 7 | 8 | 9 | 10 | Ogółem |
| --------- | - | - | - | - | - | - | - | - | - | -- | ------ |
| Węgry     | 2 | 0 | 3 | 0 | 2 | 5 | x | x | x | x  | 12     |
| Hiszpania | 0 | 1 | 0 | 1 | 0 | 0 | x | x | x | x  | 2      |

| Kraj     | 1 | 2 | 3 | 4 | 5 | 6 | 7 | 8 | 9 | 10 | Ogółem |
| -------- | - | - | - | - | - | - | - | - | - | -- | ------ |
| Litwa    | 0 | 1 | 0 | 3 | 4 | 0 | 0 | 0 | 1 | x  | 9      |
| Irlandia | 1 | 0 | 1 | 0 | 0 | 2 | 1 | 1 | 0 | x  | 6      |

##### Sesja 8.
5 grudnia, środa; 12:00 CET
| Kraj      | 1 | 2 | 3 | 4 | 5 | 6 | 7 | 8 | 9 | 10 | Ogółem |
| --------- | - | - | - | - | - | - | - | - | - | -- | ------ |
| Litwa     | 0 | 2 | 1 | 0 | 2 | 0 | 0 | 0 | 1 | 2  | 8      |
| Hiszpania | 1 | 0 | 0 | 1 | 0 | 1 | 1 | 1 | 0 | 0  | 5      |

| Kraj     | 1 | 2 | 3 | 4 | 5 | 6 | 7 | 8 | 9 | 10 | Ogółem |
| -------- | - | - | - | - | - | - | - | - | - | -- | ------ |
| Irlandia | 0 | 1 | 0 | 0 | 0 | 1 | 0 | x | x | x  | 2      |
| Francja  | 1 | 0 | 2 | 2 | 1 | 0 | 1 | x | x | x  | 7      |

| Kraj     | 1 | 2 | 3 | 4 | 5 | 6 | 7 | 8 | 9 | 10 | Ogółem |
| -------- | - | - | - | - | - | - | - | - | - | -- | ------ |
| Węgry    | 0 | 0 | 1 | 0 | 0 | 1 | 0 | 2 | 0 | x  | 4      |
| Norwegia | 0 | 1 | 0 | 2 | 1 | 0 | 1 | 0 | 3 | x  | 8      |

#### Round robin B2

##### Sesja 1.
2 grudnia, niedziela; 12:00 CET
| Kraj      | 1 | 2 | 3 | 4 | 5 | 6 | 7 | 8 | 9 | 10 | Ogółem |
| --------- | - | - | - | - | - | - | - | - | - | -- | ------ |
| Chorwacja | 0 | 1 | 2 | 1 | 1 | 1 | 0 | 0 | 2 | 0  | 8      |
| Słowacja  | 0 | 0 | 0 | 0 | 0 | 0 | 1 | 2 | 0 | 4  | 7      |

| Kraj     | 1 | 2 | 3 | 4 | 5 | 6 | 7 | 8 | 9 | 10 | Ogółem |
| -------- | - | - | - | - | - | - | - | - | - | -- | ------ |
| Holandia | 0 | 0 | 1 | 0 | 1 | 0 | 1 | 0 | 1 | 0  | 4      |
| Anglia   | 0 | 1 | 0 | 1 | 0 | 0 | 0 | 1 | 0 | 0  | 3      |

| Kraj   | 1 | 2 | 3 | 4 | 5 | 6 | 7 | 8 | 9 | 10 | Ogółem |
| ------ | - | - | - | - | - | - | - | - | - | -- | ------ |
| Łotwa  | 2 | 1 | 0 | 2 | 0 | 0 | 2 | 1 | 1 | x  | 9      |
| Polska | 0 | 0 | 2 | 0 | 0 | 2 | 0 | 0 | 0 | x  | 4      |

##### Sesja 2.
3 grudnia, poniedziałek; 12:00 CET
| Kraj   | 1 | 2 | 3 | 4 | 5 | 6 | 7 | 8 | 9 | 10 | Ogółem |
| ------ | - | - | - | - | - | - | - | - | - | -- | ------ |
| Polska | 1 | 0 | 0 | 0 | 3 | 0 | 0 | 1 | 0 | x  | 5      |
| Anglia | 0 | 1 | 2 | 0 | 0 | 3 | 2 | 0 | 1 | x  | 9      |

| Kraj     | 1 | 2 | 3 | 4 | 5 | 6 | 7 | 8 | 9 | 10 | Ogółem |
| -------- | - | - | - | - | - | - | - | - | - | -- | ------ |
| Łotwa    | 0 | 1 | 1 | 0 | 1 | 0 | 0 | 2 | 1 | 0  | 6      |
| Słowacja | 4 | 0 | 0 | 1 | 0 | 1 | 1 | 0 | 0 | 2  | 9      |

| Kraj      | 1 | 2 | 3 | 4 | 5 | 6 | 7 | 8 | 9 | 10 | Ogółem |
| --------- | - | - | - | - | - | - | - | - | - | -- | ------ |
| Chorwacja | 1 | 0 | 1 | 0 | 0 | 1 | 0 | x | x | x  | 3      |
| Holandia  | 0 | 4 | 0 | 4 | 1 | 0 | 1 | x | x | x  | 10     |

##### Sesja 3.
3 grudnia, poniedziałek; 20:00 CET
| Kraj     | 1 | 2 | 3 | 4 | 5 | 6 | 7 | 8 | 9 | 10 | 11 | Ogółem |
| -------- | - | - | - | - | - | - | - | - | - | -- | -- | ------ |
| Polska   | 1 | 1 | 0 | 1 | 1 | 0 | 2 | 0 | 0 | 1  | 0  | 7      |
| Holandia | 0 | 0 | 2 | 0 | 0 | 2 | 0 | 1 | 2 | 0  | 1  | 8      |

| Kraj      | 1 | 2 | 3 | 4 | 5 | 6 | 7 | 8 | 9 | 10 | Ogółem |
| --------- | - | - | - | - | - | - | - | - | - | -- | ------ |
| Łotwa     | 0 | 1 | 1 | 0 | 1 | 1 | 0 | 0 | 0 | 0  | 4      |
| Chorwacja | 2 | 0 | 0 | 1 | 0 | 0 | 3 | 1 | 1 | 1  | 9      |

| Kraj     | 1 | 2 | 3 | 4 | 5 | 6 | 7 | 8 | 9 | 10 | Ogółem |
| -------- | - | - | - | - | - | - | - | - | - | -- | ------ |
| Anglia   | 0 | 0 | 2 | 1 | 2 | 3 | 0 | 2 | 1 | x  | 11     |
| Słowacja | 2 | 1 | 0 | 0 | 0 | 0 | 3 | 0 | 0 | x  | 6      |

##### Sesja 4.
4 grudnia, wtorek; 16:00 CET
| Kraj   | 1 | 2 | 3 | 4 | 5 | 6 | 7 | 8 | 9 | 10 | Ogółem |
| ------ | - | - | - | - | - | - | - | - | - | -- | ------ |
| Anglia | 1 | 0 | 3 | 2 | 2 | 0 | 0 | 3 | x | x  | 11     |
| Łotwa  | 0 | 1 | 0 | 0 | 0 | 1 | 2 | 0 | x | x  | 4      |

| Kraj      | 1 | 2 | 3 | 4 | 5 | 6 | 7 | 8 | 9 | 10 | Ogółem |
| --------- | - | - | - | - | - | - | - | - | - | -- | ------ |
| Polska    | 1 | 2 | 1 | 5 | 0 | 4 | x | x | x | x  | 13     |
| Chorwacja | 0 | 0 | 0 | 0 | 2 | 0 | x | x | x | x  | 2      |

| Kraj     | 1 | 2 | 3 | 4 | 5 | 6 | 7 | 8 | 9 | 10 | Ogółem |
| -------- | - | - | - | - | - | - | - | - | - | -- | ------ |
| Słowacja | 0 | 1 | 0 | 0 | 2 | 0 | 2 | 0 | x | x  | 5      |
| Holandia | 2 | 0 | 1 | 2 | 0 | 1 | 0 | 4 | x | x  | 10     |

##### Sesja 5.
5 grudnia, środa; 12:00 CET
| Kraj     | 1 | 2 | 3 | 4 | 5 | 6 | 7 | 8 | 9 | 10 | 11 | Ogółem |
| -------- | - | - | - | - | - | - | - | - | - | -- | -- | ------ |
| Holandia | 0 | 0 | 2 | 1 | 0 | 2 | 0 | 0 | 0 | 0  | 0  | 5      |
| Łotwa    | 0 | 1 | 0 | 0 | 2 | 0 | 0 | 0 | 1 | 1  | 2  | 7      |

| Kraj      | 1 | 2 | 3 | 4 | 5 | 6 | 7 | 8 | 9 | 10 | Ogółem |
| --------- | - | - | - | - | - | - | - | - | - | -- | ------ |
| Anglia    | 5 | 1 | 0 | 3 | 0 | 0 | 2 | x | x | x  | 11     |
| Chorwacja | 0 | 0 | 1 | 0 | 1 | 1 | 0 | x | x | x  | 3      |

| Kraj     | 1 | 2 | 3 | 4 | 5 | 6 | 7 | 8 | 9 | 10 | Ogółem |
| -------- | - | - | - | - | - | - | - | - | - | -- | ------ |
| Słowacja | 0 | 0 | 0 | 2 | 0 | 0 | 1 | 0 | x | x  | 3      |
| Polska   | 1 | 2 | 1 | 0 | 0 | 3 | 0 | 2 | x | x  | 9      |

## Mężczyźni

### Reprezentacje i podział

#### B1
| Kraj       | Skip                 | Trzeci                | Drugi                | Otwierający            | Rezerwowy           | Trener             |
| ---------- | -------------------- | --------------------- | -------------------- | ---------------------- | ------------------- | ------------------ |
| Austria    | Markus Schagerl      | Boris Seidl           | Michael Skokan       | Manuel Seidl           | Armin Kvas          | Rodger Schmidt     |
| Belgia     | Pieter-Jan Witzig    | Marc Suter            | Thomas Suter         | Samie Witzig           | Girk Heylen         | Willi Bless        |
| Grecja     | Nikolaos Zacharias   | Anthanasios Pantios   | Dimitrios Kolonas    | Efstratios Kokkinellis | Nikolaos Sarris     | Giuseppe Valentini |
| Hiszpania  | Antonio de Mollinedo | Martin Rios           | Jose Manuel Sangüesa | David Rodrigo          |                     |                    |
| Irlandia   | Peter Wilson         | Robin Gray            | Peter D.J. Wilson    | Neil Fyfe              | Tony Tierney        | Ron Meyesr         |
| Islandia   | Jón Hansen           | Olafur Hreinsson      | Eirikur Boasson      | Agust Hilmarsson       | Kristján Porkelsson | Gunnar Johannesson |
| Kazachstan | -                    | -                     | -                    | -                      | -                   | -                  |
| Holandia   | Reg Wiebe            | Steven van der Cammen | Mark Neeleman        | Mark Rurup             | Rob Vilain          | Bill Charlebois    |

#### B2
| Kraj     | Skip               | Trzeci             | Drugi               | Otwierający             | Rezerwowy         | Trener             |
| -------- | ------------------ | ------------------ | ------------------- | ----------------------- | ----------------- | ------------------ |
| Anglia   | Andrew Reed        | James Dixon        | Tom Jaeggi          | Andrew Dixon            | Neil Murray       | John Brown         |
| Białoruś | Oleksii Wołoszenko | Siarhei Sarokin    | Alexandr Radajew    | Aliaksandr Tsiushkevich | Pavel Petrow      | Oleksii Wołoszenko |
| Bułgaria | Nikołaj Rutnow     | Tichomir Todorow   | Stoił Georgiew      | Ilian Kiriłow           |                   | Lubomir Welinow    |
| Litwa    | Martynas Norkus    | Vygantas Zalieckas | Piotras Gerasimovič | Dalius Garakvinas       | Artūras Smaliukas | Vygantas Zalieckas |
| Łotwa    | Ritvars Gulbis     | Ainārs Gulbis      | Aivars Avotiņš      | Normunds Šaršūns        |                   | Brian Gray         |
| Serbia   | Marko Stojanović   | Darko Sovran       | Bojan Mijatović     | Vuk Krajacić            |                   |                    |
| Walia    | Jamie Meikle       | Stuart Hills       | Andrew Tanner       | James Pougher           | Adrian Meikle     | Hugh Meikle        |

#### B3
| Kraj      | Skip                  | Trzeci                    | Drugi            | Otwierający      | Rezerwowy          | Trener             |
| --------- | --------------------- | ------------------------- | ---------------- | ---------------- | ------------------ | ------------------ |
| Andora    | Andrew Ferguson-Smith | Arnau Friguls Francitorra | Damaso Hernandez | Jordi Torner     | Josep Duro         | Merce Pascual      |
| Chorwacja | Alen Čadež            | Dalibor Golec             | Dražen Ćutić     | Ognjen Golubić   | Davor Palcec       | Jamie Boutin       |
| Estonia   | Martin Lill           | Jan Anderson              | Siim Sildnik     | Ingar Mäesalu    | Toomas Lill        | Kristiine Lill     |
| Polska    | Damian Herman         | Piotr Podgórski           | Krzysztof Beck   | Tomasz Sapiński  | Ziemowit Ostrowski | Markus Klauenbösch |
| Rosja     | Aleksandr Kirikow     | Andriej Drozdow           | Piotr Dron       | Aleksiej Kamniew | Roman Kutuzow      | Jurij Andrianow    |
| Słowacja  | Pavol Pitoňák         | František Pitoňák         | Tomáš Pitoňák    | Peter Pitoňák    | Milan Kalis        | Gerry Campbell     |
| Węgry     | Lajos Belleli         | Gábor Riesz               | Gábor Ezsöl      | József Nyitrai   | András Rókusfalvy  | Rainer Schöpp      |

### Wyniki

#### Klasyfikajca końcowa
| # (B) | # (A+B) | Kraj       |
| ----- | ------- | ---------- |
| 1     | 11      | Irlandia   |
| 2     | 12      | Hiszpania  |
| 3     | 13      | Łotwa      |
| 4     | 14      | Rosja      |
| 5     | 15      | Anglia     |
| 6     | 16      | Węgry      |
| 7     | 17      | Holandia   |
| 7     | 17      | Słowacja   |
| 7     | 17      | Walia      |
| 10    | 20      | Austria    |
| 10    | 20      | Chorwacja  |
| 10    | 20      | Litwa      |
| 13    | 23      | Belgia     |
| 13    | 23      | Bułgaria   |
| 13    | 23      | Polska     |
| 16    | 26      | Białoruś   |
| 16    | 26      | Estonia    |
| 16    | 26      | Grecja     |
| 19    | 29      | Andora     |
| 19    | 29      | Islandia   |
| 19    | 29      | Serbia     |
| -     | -       | Kazachstan |

#### Klasyfikacja po round robin
| # | Kraj       | Wygranych | Przegranych |
| - | ---------- | --------- | ----------- |
| 1 | Irlandia   | 6         | 0           |
| 2 | Hiszpania  | 5         | 1           |
| 3 | Holandia   | 4         | 2           |
| 4 | Austria    | 3         | 3           |
| 5 | Belgia     | 2         | 4           |
| 6 | Grecja     | 1         | 5           |
| 7 | Islandia   | 0         | 6           |
| 8 | Kazachstan | 0         | 0           |

| # | Kraj     | Wygranych | Przegranych |
| - | -------- | --------- | ----------- |
| 1 | Łotwa    | 6         | 0           |
| 2 | Anglia   | 5         | 1           |
| 3 | Walia    | 4         | 2           |
| 4 | Litwa    | 3         | 3           |
| 5 | Bułgaria | 2         | 4           |
| 6 | Białoruś | 1         | 5           |
| 7 | Serbia   | 0         | 6           |

| # | Kraj      | Wygranych | Przegranych |
| - | --------- | --------- | ----------- |
| 1 | Rosja     | 5         | 1           |
| 2 | Węgry     | 4         | 2           |
| 3 | Chorwacja | 3         | 3           |
|   | Słowacja  | 3         | 3           |
| 4 | Andora    | 2         | 4           |
|   | Estonia   | 2         | 4           |
|   | Polska    | 2         | 4           |

#### Finał
7 grudnia, piątek; 14:00 CET
| Kraj      | 1 | 2 | 3 | 4 | 5 | 6 | 7 | 8 | 9 | 10 | Ogółem |
| --------- | - | - | - | - | - | - | - | - | - | -- | ------ |
| Hiszpania | 0 | 0 | 1 | 0 | 2 | 0 | 1 | 0 | x | x  | 4      |
| Irlandia  | 1 | 2 | 0 | 1 | 0 | 2 | 0 | 3 | x | x  | 9      |

#### Mały finał
7 grudnia, piątek; 14:00 CET
| Kraj  | 1 | 2 | 3 | 4 | 5 | 6 | 7 | 8 | 9 | 10 | Ogółem |
| ----- | - | - | - | - | - | - | - | - | - | -- | ------ |
| Łotwa | 1 | 0 | 0 | 2 | 0 | 1 | 0 | 0 | 0 | 1  | 5      |
| Rosja | 0 | 1 | 0 | 0 | 1 | 0 | 1 | 1 | 0 | 0  | 4      |

#### Półfinały
7 grudnia, piątek; 9:00 CET
| Kraj     | 1 | 2 | 3 | 4 | 5 | 6 | 7 | 8 | 9 | 10 | Ogółem |
| -------- | - | - | - | - | - | - | - | - | - | -- | ------ |
| Irlandia | 1 | 0 | 0 | 2 | 0 | 4 | 0 | 2 | 0 | x  | 9      |
| Łotwa    | 0 | 2 | 1 | 0 | 1 | 0 | 2 | 0 | 1 | x  | 7      |

| Kraj      | 1 | 2 | 3 | 4 | 5 | 6 | 7 | 8 | 9 | 10 | Ogółem |
| --------- | - | - | - | - | - | - | - | - | - | -- | ------ |
| Rosja     | 0 | 0 | 1 | 1 | 0 | 0 | 1 | 0 | 2 | 1  | 6      |
| Hiszpania | 2 | 1 | 0 | 0 | 2 | 1 | 0 | 1 | 0 | 0  | 7      |

#### Tie-breaker
W Tie-Breaker brały udział drużyny z 2. miejsc po RR. Przed tym rozegrano Tee-Shot, w wyniku którego Hiszpanie czekali na przeciwnika.
6 grudnia, czwartek; 16:00 CET
| Kraj   | 1 | 2 | 3 | 4 | 5 | 6 | 7 | 8 | 9 | 10 | Ogółem |
| ------ | - | - | - | - | - | - | - | - | - | -- | ------ |
| Anglia | 1 | 0 | 0 | 0 | 1 | 4 | 1 | 0 | 0 | 1  | 8      |
| Węgry  | 0 | 0 | 1 | 2 | 0 | 0 | 0 | 1 | 1 | 0  | 5      |

6 grudnia, czwartek; 20:00 CET
| Kraj      | 1 | 2 | 3 | 4 | 5 | 6 | 7 | 8 | 9 | 10 | Ogółem |
| --------- | - | - | - | - | - | - | - | - | - | -- | ------ |
| Anglia    | 2 | 0 | 0 | 0 | 0 | 0 | 1 | 0 | 0 | x  | 3      |
| Hiszpania | 0 | 1 | 1 | 1 | 1 | 1 | 0 | 2 | 1 | x  | 8      |

#### Round robin B1

##### Sesja 1.
1 grudnia, sobota; 8:00 CET
| Kraj     | 1 | 2 | 3 | 4 | 5 | 6 | 7 | 8 | 9 | 10 | Ogółem |
| -------- | - | - | - | - | - | - | - | - | - | -- | ------ |
| Irlandia | 0 | 0 | 2 | 2 | 4 | 0 | x | x | x | x  | 8      |
| Belgia   | 0 | 2 | 0 | 0 | 0 | 1 | x | x | x | x  | 3      |

| Kraj     | 1 | 2 | 3 | 4 | 5 | 6 | 7 | 8 | 9 | 10 | Ogółem |
| -------- | - | - | - | - | - | - | - | - | - | -- | ------ |
| Holandia | 0 | 2 | 2 | 0 | 1 | 2 | 0 | 0 | 3 | x  | 10     |
| Austria  | 1 | 0 | 0 | 2 | 0 | 0 | 1 | 1 | 0 | x  | 5      |

| Kraj      | 1 | 2 | 3 | 4 | 5 | 6 | 7 | 8 | 9 | 10 | Ogółem |
| --------- | - | - | - | - | - | - | - | - | - | -- | ------ |
| Grecja    | 0 | 1 | 0 | 1 | 0 | 0 | 1 | 0 | 0 | 0  | 3      |
| Hiszpania | 2 | 0 | 3 | 0 | 2 | 2 | 0 | 1 | 1 | 0  | 11     |

| Kraj       | 1                                                                                    | 2                                                                                    | 3                                                                                    | 4                                                                                    | 5                                                                                    | 6                                                                                    | 7                                                                                    | 8                                                                                    | 9                                                                                    | 10                                                                                   | Ogółem                                                                               |
| ---------- | ------------------------------------------------------------------------------------ | ------------------------------------------------------------------------------------ | ------------------------------------------------------------------------------------ | ------------------------------------------------------------------------------------ | ------------------------------------------------------------------------------------ | ------------------------------------------------------------------------------------ | ------------------------------------------------------------------------------------ | ------------------------------------------------------------------------------------ | ------------------------------------------------------------------------------------ | ------------------------------------------------------------------------------------ | ------------------------------------------------------------------------------------ |
| Kazachstan | Reprezentacja Kazachstanu nie dotarła do Füssen, spotkanie nie liczone jako walkower | Reprezentacja Kazachstanu nie dotarła do Füssen, spotkanie nie liczone jako walkower | Reprezentacja Kazachstanu nie dotarła do Füssen, spotkanie nie liczone jako walkower | Reprezentacja Kazachstanu nie dotarła do Füssen, spotkanie nie liczone jako walkower | Reprezentacja Kazachstanu nie dotarła do Füssen, spotkanie nie liczone jako walkower | Reprezentacja Kazachstanu nie dotarła do Füssen, spotkanie nie liczone jako walkower | Reprezentacja Kazachstanu nie dotarła do Füssen, spotkanie nie liczone jako walkower | Reprezentacja Kazachstanu nie dotarła do Füssen, spotkanie nie liczone jako walkower | Reprezentacja Kazachstanu nie dotarła do Füssen, spotkanie nie liczone jako walkower | Reprezentacja Kazachstanu nie dotarła do Füssen, spotkanie nie liczone jako walkower | Reprezentacja Kazachstanu nie dotarła do Füssen, spotkanie nie liczone jako walkower |
| Islandia   | Reprezentacja Kazachstanu nie dotarła do Füssen, spotkanie nie liczone jako walkower | Reprezentacja Kazachstanu nie dotarła do Füssen, spotkanie nie liczone jako walkower | Reprezentacja Kazachstanu nie dotarła do Füssen, spotkanie nie liczone jako walkower | Reprezentacja Kazachstanu nie dotarła do Füssen, spotkanie nie liczone jako walkower | Reprezentacja Kazachstanu nie dotarła do Füssen, spotkanie nie liczone jako walkower | Reprezentacja Kazachstanu nie dotarła do Füssen, spotkanie nie liczone jako walkower | Reprezentacja Kazachstanu nie dotarła do Füssen, spotkanie nie liczone jako walkower | Reprezentacja Kazachstanu nie dotarła do Füssen, spotkanie nie liczone jako walkower | Reprezentacja Kazachstanu nie dotarła do Füssen, spotkanie nie liczone jako walkower | Reprezentacja Kazachstanu nie dotarła do Füssen, spotkanie nie liczone jako walkower | Reprezentacja Kazachstanu nie dotarła do Füssen, spotkanie nie liczone jako walkower |

##### Sesja 2.
1 grudnia, sobota; 20:00 CET
| Kraj      | 1 | 2 | 3 | 4 | 5 | 6 | 7 | 8 | 9 | 10 | Ogółem |
| --------- | - | - | - | - | - | - | - | - | - | -- | ------ |
| Hiszpania | 1 | 1 | 1 | 0 | 0 | 4 | 1 | 0 | 1 | x  | 9      |
| Islandia  | 0 | 0 | 0 | 1 | 1 | 0 | 0 | 1 | 0 | x  | 3      |

| Kraj       | 1                                                                                    | 2                                                                                    | 3                                                                                    | 4                                                                                    | 5                                                                                    | 6                                                                                    | 7                                                                                    | 8                                                                                    | 9                                                                                    | 10                                                                                   | Ogółem                                                                               |
| ---------- | ------------------------------------------------------------------------------------ | ------------------------------------------------------------------------------------ | ------------------------------------------------------------------------------------ | ------------------------------------------------------------------------------------ | ------------------------------------------------------------------------------------ | ------------------------------------------------------------------------------------ | ------------------------------------------------------------------------------------ | ------------------------------------------------------------------------------------ | ------------------------------------------------------------------------------------ | ------------------------------------------------------------------------------------ | ------------------------------------------------------------------------------------ |
| Grecja     | Reprezentacja Kazachstanu nie dotarła do Füssen, spotkanie nie liczone jako walkower | Reprezentacja Kazachstanu nie dotarła do Füssen, spotkanie nie liczone jako walkower | Reprezentacja Kazachstanu nie dotarła do Füssen, spotkanie nie liczone jako walkower | Reprezentacja Kazachstanu nie dotarła do Füssen, spotkanie nie liczone jako walkower | Reprezentacja Kazachstanu nie dotarła do Füssen, spotkanie nie liczone jako walkower | Reprezentacja Kazachstanu nie dotarła do Füssen, spotkanie nie liczone jako walkower | Reprezentacja Kazachstanu nie dotarła do Füssen, spotkanie nie liczone jako walkower | Reprezentacja Kazachstanu nie dotarła do Füssen, spotkanie nie liczone jako walkower | Reprezentacja Kazachstanu nie dotarła do Füssen, spotkanie nie liczone jako walkower | Reprezentacja Kazachstanu nie dotarła do Füssen, spotkanie nie liczone jako walkower | Reprezentacja Kazachstanu nie dotarła do Füssen, spotkanie nie liczone jako walkower |
| Kazachstan | Reprezentacja Kazachstanu nie dotarła do Füssen, spotkanie nie liczone jako walkower | Reprezentacja Kazachstanu nie dotarła do Füssen, spotkanie nie liczone jako walkower | Reprezentacja Kazachstanu nie dotarła do Füssen, spotkanie nie liczone jako walkower | Reprezentacja Kazachstanu nie dotarła do Füssen, spotkanie nie liczone jako walkower | Reprezentacja Kazachstanu nie dotarła do Füssen, spotkanie nie liczone jako walkower | Reprezentacja Kazachstanu nie dotarła do Füssen, spotkanie nie liczone jako walkower | Reprezentacja Kazachstanu nie dotarła do Füssen, spotkanie nie liczone jako walkower | Reprezentacja Kazachstanu nie dotarła do Füssen, spotkanie nie liczone jako walkower | Reprezentacja Kazachstanu nie dotarła do Füssen, spotkanie nie liczone jako walkower | Reprezentacja Kazachstanu nie dotarła do Füssen, spotkanie nie liczone jako walkower | Reprezentacja Kazachstanu nie dotarła do Füssen, spotkanie nie liczone jako walkower |

| Kraj    | 1 | 2 | 3 | 4 | 5 | 6 | 7 | 8 | 9 | 10 | Ogółem |
| ------- | - | - | - | - | - | - | - | - | - | -- | ------ |
| Belgia  | 0 | 0 | 0 | 1 | 0 | 0 | 2 | 0 | 2 | 1  | 6      |
| Austria | 1 | 1 | 3 | 0 | 1 | 1 | 0 | 1 | 0 | 0  | 8      |

| Kraj     | 1 | 2 | 3 | 4 | 5 | 6 | 7 | 8 | 9 | 10 | Ogółem |
| -------- | - | - | - | - | - | - | - | - | - | -- | ------ |
| Irlandia | 0 | 3 | 1 | 1 | 0 | 1 | 2 | 1 | x | x  | 9      |
| Holandia | 1 | 0 | 0 | 0 | 2 | 0 | 0 | 0 | x | x  | 3      |

##### Sesja 3.
2 grudnia, niedziela; 20:00 CET
| Kraj    | 1 | 2 | 3 | 4 | 5 | 6 | 7 | 8 | 9 | 10 | Ogółem |
| ------- | - | - | - | - | - | - | - | - | - | -- | ------ |
| Grecja  | 0 | 0 | 0 | 1 | 0 | 4 | 0 | 1 | 1 | x  | 7      |
| Austria | 0 | 3 | 1 | 0 | 5 | 0 | 2 | 0 | 0 | x  | 11     |

| Kraj     | 1 | 2 | 3 | 4 | 5 | 6 | 7 | 8 | 9 | 10 | Ogółem |
| -------- | - | - | - | - | - | - | - | - | - | -- | ------ |
| Irlandia | 3 | 2 | 1 | 2 | 1 | 4 | x | x | x | x  | 13     |
| Islandia | 0 | 0 | 0 | 0 | 0 | 0 | x | x | x | x  | 0      |

| Kraj       | 1                                                                                    | 2                                                                                    | 3                                                                                    | 4                                                                                    | 5                                                                                    | 6                                                                                    | 7                                                                                    | 8                                                                                    | 9                                                                                    | 10                                                                                   | Ogółem                                                                               |
| ---------- | ------------------------------------------------------------------------------------ | ------------------------------------------------------------------------------------ | ------------------------------------------------------------------------------------ | ------------------------------------------------------------------------------------ | ------------------------------------------------------------------------------------ | ------------------------------------------------------------------------------------ | ------------------------------------------------------------------------------------ | ------------------------------------------------------------------------------------ | ------------------------------------------------------------------------------------ | ------------------------------------------------------------------------------------ | ------------------------------------------------------------------------------------ |
| Kazachstan | Reprezentacja Kazachstanu nie dotarła do Füssen, spotkanie nie liczone jako walkower | Reprezentacja Kazachstanu nie dotarła do Füssen, spotkanie nie liczone jako walkower | Reprezentacja Kazachstanu nie dotarła do Füssen, spotkanie nie liczone jako walkower | Reprezentacja Kazachstanu nie dotarła do Füssen, spotkanie nie liczone jako walkower | Reprezentacja Kazachstanu nie dotarła do Füssen, spotkanie nie liczone jako walkower | Reprezentacja Kazachstanu nie dotarła do Füssen, spotkanie nie liczone jako walkower | Reprezentacja Kazachstanu nie dotarła do Füssen, spotkanie nie liczone jako walkower | Reprezentacja Kazachstanu nie dotarła do Füssen, spotkanie nie liczone jako walkower | Reprezentacja Kazachstanu nie dotarła do Füssen, spotkanie nie liczone jako walkower | Reprezentacja Kazachstanu nie dotarła do Füssen, spotkanie nie liczone jako walkower | Reprezentacja Kazachstanu nie dotarła do Füssen, spotkanie nie liczone jako walkower |
| Holandia   | Reprezentacja Kazachstanu nie dotarła do Füssen, spotkanie nie liczone jako walkower | Reprezentacja Kazachstanu nie dotarła do Füssen, spotkanie nie liczone jako walkower | Reprezentacja Kazachstanu nie dotarła do Füssen, spotkanie nie liczone jako walkower | Reprezentacja Kazachstanu nie dotarła do Füssen, spotkanie nie liczone jako walkower | Reprezentacja Kazachstanu nie dotarła do Füssen, spotkanie nie liczone jako walkower | Reprezentacja Kazachstanu nie dotarła do Füssen, spotkanie nie liczone jako walkower | Reprezentacja Kazachstanu nie dotarła do Füssen, spotkanie nie liczone jako walkower | Reprezentacja Kazachstanu nie dotarła do Füssen, spotkanie nie liczone jako walkower | Reprezentacja Kazachstanu nie dotarła do Füssen, spotkanie nie liczone jako walkower | Reprezentacja Kazachstanu nie dotarła do Füssen, spotkanie nie liczone jako walkower | Reprezentacja Kazachstanu nie dotarła do Füssen, spotkanie nie liczone jako walkower |

| Kraj      | 1 | 2 | 3 | 4 | 5 | 6 | 7 | 8 | 9 | 10 | 11 | Ogółem |
| --------- | - | - | - | - | - | - | - | - | - | -- | -- | ------ |
| Belgia    | 0 | 0 | 0 | 0 | 2 | 0 | 1 | 1 | 0 | 1  | 0  | 5      |
| Hiszpania | 0 | 0 | 0 | 1 | 0 | 2 | 0 | 0 | 2 | 0  | 1  | 6      |

##### Sesja 4.
3 grudnia, poniedziałek; 16:00 CET
| Kraj     | 1 | 2 | 3 | 4 | 5 | 6 | 7 | 8 | 9 | 10 | Ogółem |
| -------- | - | - | - | - | - | - | - | - | - | -- | ------ |
| Irlandia | 5 | 0 | 1 | 2 | 0 | 1 | 1 | x | x | x  | 10     |
| Grecja   | 0 | 1 | 0 | 0 | 4 | 1 | 0 | 0 | x | x  | 2      |

| Kraj     | 1 | 2 | 3 | 4 | 5 | 6 | 7 | 8 | 9 | 10 | Ogółem |
| -------- | - | - | - | - | - | - | - | - | - | -- | ------ |
| Islandia | 0 | 1 | 0 | 0 | 1 | 0 | 2 | 0 | 2 | 0  | 6      |
| Austria  | 1 | 0 | 2 | 1 | 0 | 1 | 0 | 2 | 0 | 0  | 7      |

| Kraj      | 1 | 2 | 3 | 4 | 5 | 6 | 7 | 8 | 9 | 10 | Ogółem |
| --------- | - | - | - | - | - | - | - | - | - | -- | ------ |
| Holandia  | 0 | 0 | 0 | 0 | 0 | 0 | 1 | 0 | x | x  | 1      |
| Hiszpania | 1 | 0 | 2 | 1 | 1 | 1 | 0 | 1 | x | x  | 7      |

| Kraj       | 1                                                                                    | 2                                                                                    | 3                                                                                    | 4                                                                                    | 5                                                                                    | 6                                                                                    | 7                                                                                    | 8                                                                                    | 9                                                                                    | 10                                                                                   | Ogółem                                                                               |
| ---------- | ------------------------------------------------------------------------------------ | ------------------------------------------------------------------------------------ | ------------------------------------------------------------------------------------ | ------------------------------------------------------------------------------------ | ------------------------------------------------------------------------------------ | ------------------------------------------------------------------------------------ | ------------------------------------------------------------------------------------ | ------------------------------------------------------------------------------------ | ------------------------------------------------------------------------------------ | ------------------------------------------------------------------------------------ | ------------------------------------------------------------------------------------ |
| Kazachstan | Reprezentacja Kazachstanu nie dotarła do Füssen, spotkanie nie liczone jako walkower | Reprezentacja Kazachstanu nie dotarła do Füssen, spotkanie nie liczone jako walkower | Reprezentacja Kazachstanu nie dotarła do Füssen, spotkanie nie liczone jako walkower | Reprezentacja Kazachstanu nie dotarła do Füssen, spotkanie nie liczone jako walkower | Reprezentacja Kazachstanu nie dotarła do Füssen, spotkanie nie liczone jako walkower | Reprezentacja Kazachstanu nie dotarła do Füssen, spotkanie nie liczone jako walkower | Reprezentacja Kazachstanu nie dotarła do Füssen, spotkanie nie liczone jako walkower | Reprezentacja Kazachstanu nie dotarła do Füssen, spotkanie nie liczone jako walkower | Reprezentacja Kazachstanu nie dotarła do Füssen, spotkanie nie liczone jako walkower | Reprezentacja Kazachstanu nie dotarła do Füssen, spotkanie nie liczone jako walkower | Reprezentacja Kazachstanu nie dotarła do Füssen, spotkanie nie liczone jako walkower |
| Belgia     | Reprezentacja Kazachstanu nie dotarła do Füssen, spotkanie nie liczone jako walkower | Reprezentacja Kazachstanu nie dotarła do Füssen, spotkanie nie liczone jako walkower | Reprezentacja Kazachstanu nie dotarła do Füssen, spotkanie nie liczone jako walkower | Reprezentacja Kazachstanu nie dotarła do Füssen, spotkanie nie liczone jako walkower | Reprezentacja Kazachstanu nie dotarła do Füssen, spotkanie nie liczone jako walkower | Reprezentacja Kazachstanu nie dotarła do Füssen, spotkanie nie liczone jako walkower | Reprezentacja Kazachstanu nie dotarła do Füssen, spotkanie nie liczone jako walkower | Reprezentacja Kazachstanu nie dotarła do Füssen, spotkanie nie liczone jako walkower | Reprezentacja Kazachstanu nie dotarła do Füssen, spotkanie nie liczone jako walkower | Reprezentacja Kazachstanu nie dotarła do Füssen, spotkanie nie liczone jako walkower | Reprezentacja Kazachstanu nie dotarła do Füssen, spotkanie nie liczone jako walkower |

##### Sesja 5.
4 grudnia, wtorek; 8:00 CET
| Kraj       | 1                                                                                    | 2                                                                                    | 3                                                                                    | 4                                                                                    | 5                                                                                    | 6                                                                                    | 7                                                                                    | 8                                                                                    | 9                                                                                    | 10                                                                                   | Ogółem                                                                               |
| ---------- | ------------------------------------------------------------------------------------ | ------------------------------------------------------------------------------------ | ------------------------------------------------------------------------------------ | ------------------------------------------------------------------------------------ | ------------------------------------------------------------------------------------ | ------------------------------------------------------------------------------------ | ------------------------------------------------------------------------------------ | ------------------------------------------------------------------------------------ | ------------------------------------------------------------------------------------ | ------------------------------------------------------------------------------------ | ------------------------------------------------------------------------------------ |
| Kazachstan | Reprezentacja Kazachstanu nie dotarła do Füssen, spotkanie nie liczone jako walkower | Reprezentacja Kazachstanu nie dotarła do Füssen, spotkanie nie liczone jako walkower | Reprezentacja Kazachstanu nie dotarła do Füssen, spotkanie nie liczone jako walkower | Reprezentacja Kazachstanu nie dotarła do Füssen, spotkanie nie liczone jako walkower | Reprezentacja Kazachstanu nie dotarła do Füssen, spotkanie nie liczone jako walkower | Reprezentacja Kazachstanu nie dotarła do Füssen, spotkanie nie liczone jako walkower | Reprezentacja Kazachstanu nie dotarła do Füssen, spotkanie nie liczone jako walkower | Reprezentacja Kazachstanu nie dotarła do Füssen, spotkanie nie liczone jako walkower | Reprezentacja Kazachstanu nie dotarła do Füssen, spotkanie nie liczone jako walkower | Reprezentacja Kazachstanu nie dotarła do Füssen, spotkanie nie liczone jako walkower | Reprezentacja Kazachstanu nie dotarła do Füssen, spotkanie nie liczone jako walkower |
| Irlandia   | Reprezentacja Kazachstanu nie dotarła do Füssen, spotkanie nie liczone jako walkower | Reprezentacja Kazachstanu nie dotarła do Füssen, spotkanie nie liczone jako walkower | Reprezentacja Kazachstanu nie dotarła do Füssen, spotkanie nie liczone jako walkower | Reprezentacja Kazachstanu nie dotarła do Füssen, spotkanie nie liczone jako walkower | Reprezentacja Kazachstanu nie dotarła do Füssen, spotkanie nie liczone jako walkower | Reprezentacja Kazachstanu nie dotarła do Füssen, spotkanie nie liczone jako walkower | Reprezentacja Kazachstanu nie dotarła do Füssen, spotkanie nie liczone jako walkower | Reprezentacja Kazachstanu nie dotarła do Füssen, spotkanie nie liczone jako walkower | Reprezentacja Kazachstanu nie dotarła do Füssen, spotkanie nie liczone jako walkower | Reprezentacja Kazachstanu nie dotarła do Füssen, spotkanie nie liczone jako walkower | Reprezentacja Kazachstanu nie dotarła do Füssen, spotkanie nie liczone jako walkower |

| Kraj      | 1 | 2 | 3 | 4 | 5 | 6 | 7 | 8 | 9 | 10 | Ogółem |
| --------- | - | - | - | - | - | - | - | - | - | -- | ------ |
| Austria   | 0 | 0 | 0 | 1 | 1 | 0 | 3 | 0 | 1 | 0  | 6      |
| Hiszpania | 0 | 1 | 1 | 0 | 0 | 1 | 0 | 3 | 0 | 1  | 7      |

| Kraj   | 1 | 2 | 3 | 4 | 5 | 6 | 7 | 8 | 9 | 10 | Ogółem |
| ------ | - | - | - | - | - | - | - | - | - | -- | ------ |
| Grecja | 0 | 0 | 1 | 0 | 0 | 0 | 0 | 0 | x | x  | 1      |
| Belgia | 3 | 1 | 0 | 2 | 0 | 1 | 3 | 1 | x | x  | 11     |

| Kraj     | 1 | 2 | 3 | 4 | 5 | 6 | 7 | 8 | 9 | 10 | Ogółem |
| -------- | - | - | - | - | - | - | - | - | - | -- | ------ |
| Holandia | 0 | 0 | 1 | 0 | 1 | 2 | 2 | 1 | x | x  | 7      |
| Islandia | 1 | 0 | 0 | 1 | 0 | 0 | 0 | 0 | x | x  | 2      |

##### Sesja 6.
4 grudnia, wtorek; 20:00 CET
| Kraj     | 1 | 2 | 3 | 4 | 5 | 6 | 7 | 8 | 9 | 10 | Ogółem |
| -------- | - | - | - | - | - | - | - | - | - | -- | ------ |
| Belgia   | 0 | 0 | 1 | 1 | 0 | 0 | 1 | 1 | 0 | 0  | 4      |
| Holandia | 0 | 1 | 0 | 0 | 2 | 1 | 0 | 0 | 0 | 1  | 5      |

| Kraj     | 1 | 2 | 3 | 4 | 5 | 6 | 7 | 8 | 9 | 10 | Ogółem |
| -------- | - | - | - | - | - | - | - | - | - | -- | ------ |
| Islandia | 0 | 1 | 1 | 0 | 0 | 0 | 0 | x | x | x  | 2      |
| Grecja   | 2 | 0 | 0 | 2 | 1 | 2 | 1 | x | x | x  | 8      |

| Kraj       | 1                                                                                    | 2                                                                                    | 3                                                                                    | 4                                                                                    | 5                                                                                    | 6                                                                                    | 7                                                                                    | 8                                                                                    | 9                                                                                    | 10                                                                                   | Ogółem                                                                               |
| ---------- | ------------------------------------------------------------------------------------ | ------------------------------------------------------------------------------------ | ------------------------------------------------------------------------------------ | ------------------------------------------------------------------------------------ | ------------------------------------------------------------------------------------ | ------------------------------------------------------------------------------------ | ------------------------------------------------------------------------------------ | ------------------------------------------------------------------------------------ | ------------------------------------------------------------------------------------ | ------------------------------------------------------------------------------------ | ------------------------------------------------------------------------------------ |
| Hiszpania  | Reprezentacja Kazachstanu nie dotarła do Füssen, spotkanie nie liczone jako walkower | Reprezentacja Kazachstanu nie dotarła do Füssen, spotkanie nie liczone jako walkower | Reprezentacja Kazachstanu nie dotarła do Füssen, spotkanie nie liczone jako walkower | Reprezentacja Kazachstanu nie dotarła do Füssen, spotkanie nie liczone jako walkower | Reprezentacja Kazachstanu nie dotarła do Füssen, spotkanie nie liczone jako walkower | Reprezentacja Kazachstanu nie dotarła do Füssen, spotkanie nie liczone jako walkower | Reprezentacja Kazachstanu nie dotarła do Füssen, spotkanie nie liczone jako walkower | Reprezentacja Kazachstanu nie dotarła do Füssen, spotkanie nie liczone jako walkower | Reprezentacja Kazachstanu nie dotarła do Füssen, spotkanie nie liczone jako walkower | Reprezentacja Kazachstanu nie dotarła do Füssen, spotkanie nie liczone jako walkower | Reprezentacja Kazachstanu nie dotarła do Füssen, spotkanie nie liczone jako walkower |
| Kazachstan | Reprezentacja Kazachstanu nie dotarła do Füssen, spotkanie nie liczone jako walkower | Reprezentacja Kazachstanu nie dotarła do Füssen, spotkanie nie liczone jako walkower | Reprezentacja Kazachstanu nie dotarła do Füssen, spotkanie nie liczone jako walkower | Reprezentacja Kazachstanu nie dotarła do Füssen, spotkanie nie liczone jako walkower | Reprezentacja Kazachstanu nie dotarła do Füssen, spotkanie nie liczone jako walkower | Reprezentacja Kazachstanu nie dotarła do Füssen, spotkanie nie liczone jako walkower | Reprezentacja Kazachstanu nie dotarła do Füssen, spotkanie nie liczone jako walkower | Reprezentacja Kazachstanu nie dotarła do Füssen, spotkanie nie liczone jako walkower | Reprezentacja Kazachstanu nie dotarła do Füssen, spotkanie nie liczone jako walkower | Reprezentacja Kazachstanu nie dotarła do Füssen, spotkanie nie liczone jako walkower | Reprezentacja Kazachstanu nie dotarła do Füssen, spotkanie nie liczone jako walkower |

| Kraj     | 1 | 2 | 3 | 4 | 5 | 6 | 7 | 8 | 9 | 10 | Ogółem |
| -------- | - | - | - | - | - | - | - | - | - | -- | ------ |
| Austria  | 0 | 0 | 2 | 0 | 0 | 1 | 0 | 1 | 0 | x  | 4      |
| Irlandia | 0 | 1 | 0 | 1 | 1 | 0 | 2 | 0 | 2 | x  | 7      |

##### Sesja 7.
5 grudnia, środa; 16:00
| Kraj       | 1                                                                                    | 2                                                                                    | 3                                                                                    | 4                                                                                    | 5                                                                                    | 6                                                                                    | 7                                                                                    | 8                                                                                    | 9                                                                                    | 10                                                                                   | Ogółem                                                                               |
| ---------- | ------------------------------------------------------------------------------------ | ------------------------------------------------------------------------------------ | ------------------------------------------------------------------------------------ | ------------------------------------------------------------------------------------ | ------------------------------------------------------------------------------------ | ------------------------------------------------------------------------------------ | ------------------------------------------------------------------------------------ | ------------------------------------------------------------------------------------ | ------------------------------------------------------------------------------------ | ------------------------------------------------------------------------------------ | ------------------------------------------------------------------------------------ |
| Austria    | Reprezentacja Kazachstanu nie dotarła do Füssen, spotkanie nie liczone jako walkower | Reprezentacja Kazachstanu nie dotarła do Füssen, spotkanie nie liczone jako walkower | Reprezentacja Kazachstanu nie dotarła do Füssen, spotkanie nie liczone jako walkower | Reprezentacja Kazachstanu nie dotarła do Füssen, spotkanie nie liczone jako walkower | Reprezentacja Kazachstanu nie dotarła do Füssen, spotkanie nie liczone jako walkower | Reprezentacja Kazachstanu nie dotarła do Füssen, spotkanie nie liczone jako walkower | Reprezentacja Kazachstanu nie dotarła do Füssen, spotkanie nie liczone jako walkower | Reprezentacja Kazachstanu nie dotarła do Füssen, spotkanie nie liczone jako walkower | Reprezentacja Kazachstanu nie dotarła do Füssen, spotkanie nie liczone jako walkower | Reprezentacja Kazachstanu nie dotarła do Füssen, spotkanie nie liczone jako walkower | Reprezentacja Kazachstanu nie dotarła do Füssen, spotkanie nie liczone jako walkower |
| Kazachstan | Reprezentacja Kazachstanu nie dotarła do Füssen, spotkanie nie liczone jako walkower | Reprezentacja Kazachstanu nie dotarła do Füssen, spotkanie nie liczone jako walkower | Reprezentacja Kazachstanu nie dotarła do Füssen, spotkanie nie liczone jako walkower | Reprezentacja Kazachstanu nie dotarła do Füssen, spotkanie nie liczone jako walkower | Reprezentacja Kazachstanu nie dotarła do Füssen, spotkanie nie liczone jako walkower | Reprezentacja Kazachstanu nie dotarła do Füssen, spotkanie nie liczone jako walkower | Reprezentacja Kazachstanu nie dotarła do Füssen, spotkanie nie liczone jako walkower | Reprezentacja Kazachstanu nie dotarła do Füssen, spotkanie nie liczone jako walkower | Reprezentacja Kazachstanu nie dotarła do Füssen, spotkanie nie liczone jako walkower | Reprezentacja Kazachstanu nie dotarła do Füssen, spotkanie nie liczone jako walkower | Reprezentacja Kazachstanu nie dotarła do Füssen, spotkanie nie liczone jako walkower |

| Kraj     | 1 | 2 | 3 | 4 | 5 | 6 | 7 | 8 | 9 | 10 | Ogółem |
| -------- | - | - | - | - | - | - | - | - | - | -- | ------ |
| Islandia | 1 | 0 | 1 | 0 | 1 | 0 | x | x | x | x  | 3      |
| Belgia   | 0 | 6 | 0 | 2 | 0 | 3 | x | x | x | x  | 11     |

| Kraj     | 1 | 2 | 3 | 4 | 5 | 6 | 7 | 8 | 9 | 10 | Ogółem |
| -------- | - | - | - | - | - | - | - | - | - | -- | ------ |
| Holandia | 0 | 1 | 0 | 2 | 0 | 0 | 2 | 0 | 0 | 2  | 7      |
| Grecja   | 1 | 0 | 1 | 0 | 1 | 1 | 0 | 1 | 1 | 0  | 6      |

| Kraj      | 1 | 2 | 3 | 4 | 5 | 6 | 7 | 8 | 9 | 10 | Ogółem |
| --------- | - | - | - | - | - | - | - | - | - | -- | ------ |
| Hiszpania | 0 | 1 | 0 | 1 | 0 | 1 | 0 | 3 | 0 | x  | 6      |
| Irlandia  | 0 | 0 | 1 | 0 | 3 | 0 | 4 | 0 | 1 | x  | 9      |

#### Round robin B2

##### Sesja 1.
1 grudnia, sobota; 12:00 CET
| Kraj     | 1 | 2 | 3 | 4 | 5 | 6 | 7 | 8 | 9 | 10 | Ogółem |
| -------- | - | - | - | - | - | - | - | - | - | -- | ------ |
| Białoruś | 1 | 0 | 1 | 2 | 0 | 0 | 2 | 1 | 1 | 0  | 8      |
| Serbia   | 0 | 1 | 0 | 0 | 3 | 1 | 0 | 0 | 0 | 1  | 6      |

| Kraj     | 1 | 2 | 3 | 4 | 5 | 6 | 7 | 8 | 9 | 10 | Ogółem |
| -------- | - | - | - | - | - | - | - | - | - | -- | ------ |
| Bułgaria | 0 | 0 | 1 | 1 | 0 | 0 | 0 | 0 | x | x  | 2      |
| Litwa    | 4 | 0 | 0 | 0 | 1 | 1 | 1 | 1 | x | x  | 8      |

| Kraj  | 1 | 2 | 3 | 4 | 5 | 6 | 7 | 8 | 9 | 10 | 11 | Ogółem |
| ----- | - | - | - | - | - | - | - | - | - | -- | -- | ------ |
| Łotwa | 0 | 0 | 3 | 0 | 1 | 0 | 0 | 1 | 3 | 0  | 1  | 9      |
| Walia | 0 | 0 | 0 | 2 | 0 | 3 | 1 | 0 | 0 | 2  | 0  | 8      |

##### Sesja 2.
2 grudnia, niedziela; 8:00 CET
| Kraj  | 1 | 2 | 3 | 4 | 5 | 6 | 7 | 8 | 9 | 10 | Ogółem |
| ----- | - | - | - | - | - | - | - | - | - | -- | ------ |
| Walia | 3 | 0 | 3 | 1 | 1 | 2 | 0 | 2 | x | x  | 12     |
| Litwa | 0 | 2 | 0 | 0 | 0 | 0 | 2 | 0 | x | x  | 4      |

| Kraj     | 1 | 2 | 3 | 4 | 5 | 6 | 7 | 8 | 9 | 10 | Ogółem |
| -------- | - | - | - | - | - | - | - | - | - | -- | ------ |
| Białoruś | 1 | 3 | 0 | 0 | 1 | 0 | 0 | 2 | 0 | 0  | 7      |
| Łotwa    | 0 | 0 | 1 | 2 | 0 | 1 | 1 | 0 | 4 | 0  | 9      |

| Kraj   | 1 | 2 | 3 | 4 | 5 | 6 | 7 | 8 | 9 | 10 | Ogółem |
| ------ | - | - | - | - | - | - | - | - | - | -- | ------ |
| Serbia | 0 | 1 | 0 | 0 | 1 | 0 | 0 | x | x | x  | 2      |
| Anglia | 1 | 0 | 4 | 4 | 0 | 3 | 2 | x | x | x  | 14     |

##### Sesja 3.
2 grudnia, niedziela; 16:00 CET
| Kraj   | 1 | 2 | 3 | 4 | 5 | 6 | 7 | 8 | 9 | 10 | Ogółem |
| ------ | - | - | - | - | - | - | - | - | - | -- | ------ |
| Anglia | 0 | 2 | 0 | 0 | 1 | 0 | 2 | 0 | x | x  | 5      |
| Łotwa  | 1 | 0 | 0 | 2 | 0 | 4 | 0 | 3 | x | x  | 10     |

| Kraj     | 1 | 2 | 3 | 4 | 5 | 6 | 7 | 8 | 9 | 10 | Ogółem |
| -------- | - | - | - | - | - | - | - | - | - | -- | ------ |
| Bułgaria | 0 | 0 | 0 | 1 | 0 | 0 | 1 | 0 | 1 | x  | 3      |
| Walia    | 0 | 2 | 1 | 0 | 3 | 0 | 0 | 2 | 0 | x  | 8      |

| Kraj     | 1 | 2 | 3 | 4 | 5 | 6 | 7 | 8 | 9 | 10 | Ogółem |
| -------- | - | - | - | - | - | - | - | - | - | -- | ------ |
| Litwa    | 2 | 2 | 1 | 0 | 1 | 0 | 1 | 2 | 0 | 0  | 9      |
| Białoruś | 0 | 0 | 0 | 2 | 0 | 2 | 0 | 0 | 3 | 1  | 8      |

##### Sesja 4.
3 grudnia, poniedziałek; 8:00 CET
| Kraj     | 1 | 2 | 3 | 4 | 5 | 6 | 7 | 8 | 9 | 10 | Ogółem |
| -------- | - | - | - | - | - | - | - | - | - | -- | ------ |
| Bułgaria | 3 | 0 | 2 | 0 | 0 | 2 | 2 | 0 | 2 | x  | 11     |
| Białoruś | 0 | 1 | 0 | 2 | 0 | 0 | 0 | 1 | 0 | x  | 4      |

| Kraj   | 1 | 2 | 3 | 4 | 5 | 6 | 7 | 8 | 9 | 10 | Ogółem |
| ------ | - | - | - | - | - | - | - | - | - | -- | ------ |
| Litwa  | 0 | 2 | 0 | 0 | 0 | 0 | 2 | 0 | 0 | x  | 4      |
| Anglia | 1 | 0 | 2 | 3 | 1 | 1 | 0 | 1 | 1 | x  | 10     |

| Kraj   | 1 | 2 | 3 | 4 | 5 | 6 | 7 | 8 | 9 | 10 | Ogółem |
| ------ | - | - | - | - | - | - | - | - | - | -- | ------ |
| Łotwa  | 3 | 2 | 1 | 0 | 2 | 1 | 1 | x | x | x  | 10     |
| Serbia | 0 | 0 | 0 | 1 | 0 | 0 | 0 | x | x | x  | 1      |

##### Sesja 5.
4 grudnia, wtorek; 12:00 CET
| Kraj     | 1 | 2 | 3 | 4 | 5 | 6 | 7 | 8 | 9 | 10 | Ogółem |
| -------- | - | - | - | - | - | - | - | - | - | -- | ------ |
| Walia    | 3 | 1 | 1 | 2 | 2 | 1 | x | x | x | x  | 10     |
| Białoruś | 0 | 0 | 0 | 0 | 0 | 0 | x | x | x | x  | 0      |

| Kraj   | 1 | 2 | 3 | 4 | 5 | 6 | 7 | 8 | 9 | 10 | Ogółem |
| ------ | - | - | - | - | - | - | - | - | - | -- | ------ |
| Serbia | 1 | 0 | 0 | 0 | 3 | 0 | 0 | 0 | 0 | x  | 4      |
| Litwa  | 0 | 1 | 4 | 1 | 0 | 1 | 1 | 2 | 3 | x  | 13     |

| Kraj     | 1 | 2 | 3 | 4 | 5 | 6 | 7 | 8 | 9 | 10 | Ogółem |
| -------- | - | - | - | - | - | - | - | - | - | -- | ------ |
| Anglia   | 1 | 1 | 0 | 1 | 1 | 1 | 0 | 3 | 0 | x  | 8      |
| Bułgaria | 0 | 0 | 1 | 0 | 0 | 0 | 1 | 0 | 1 | x  | 3      |

##### Sesja 6.
5 grudnia, środa; 8:00 CET
| Kraj   | 1 | 2 | 3 | 4 | 5 | 6 | 7 | 8 | 9 | 10 | Ogółem |
| ------ | - | - | - | - | - | - | - | - | - | -- | ------ |
| Anglia | 1 | 0 | 0 | 1 | 1 | 3 | 1 | 0 | 1 | x  | 8      |
| Walia  | 0 | 2 | 0 | 0 | 0 | 0 | 0 | 1 | 0 | x  | 3      |

| Kraj     | 1 | 2 | 3 | 4 | 5 | 6 | 7 | 8 | 9 | 10 | Ogółem |
| -------- | - | - | - | - | - | - | - | - | - | -- | ------ |
| Serbia   | 1 | 0 | 0 | 1 | 0 | 0 | 1 | 1 | 1 | x  | 5      |
| Bułgaria | 0 | 2 | 2 | 0 | 1 | 2 | 0 | 0 | 0 | x  | 7      |

| Kraj  | 1 | 2 | 3 | 4 | 5 | 6 | 7 | 8 | 9 | 10 | Ogółem |
| ----- | - | - | - | - | - | - | - | - | - | -- | ------ |
| Litwa | 0 | 1 | 0 | 1 | 0 | 0 | 1 | 0 | 0 | x  | 3      |
| Łotwa | 2 | 0 | 2 | 0 | 0 | 1 | 0 | 0 | 3 | x  | 8      |

##### Sesja 7.
5 grudnia, środa; 20:00 CET
| Kraj     | 1 | 2 | 3 | 4 | 5 | 6 | 7 | 8 | 9 | 10 | Ogółem |
| -------- | - | - | - | - | - | - | - | - | - | -- | ------ |
| Łotwa    | 3 | 0 | 0 | 2 | 2 | 0 | 1 | 1 | x | x  | '9     |
| Bułgaria | 0 | 3 | 0 | 0 | 0 | 0 | 0 | 0 | x | x  | 3      |

| Kraj   | 1 | 2 | 3 | 4 | 5 | 6 | 7 | 8 | 9 | 10 | Ogółem |
| ------ | - | - | - | - | - | - | - | - | - | -- | ------ |
| Walia  | 2 | 1 | 2 | 1 | 2 | 0 | 4 | x | x | x  | 12     |
| Serbia | 0 | 0 | 0 | 0 | 0 | 1 | 0 | x | x | x  | 1      |

| Kraj     | 1 | 2 | 3 | 4 | 5 | 6 | 7 | 8 | 9 | 10 | Ogółem |
| -------- | - | - | - | - | - | - | - | - | - | -- | ------ |
| Anglia   | 0 | 0 | 1 | 2 | 0 | 0 | 3 | 0 | 2 | x  | 8      |
| Białoruś | 1 | 0 | 0 | 0 | 1 | 1 | 0 | 1 | 0 | x  | 4      |

#### Round robin B3

##### Sesja 1.
1 grudnia, sobota; 12:00 CET
| Kraj      | 1 | 2 | 3 | 4 | 5 | 6 | 7 | 8 | 9 | 10 | Ogółem |
| --------- | - | - | - | - | - | - | - | - | - | -- | ------ |
| Chorwacja | 0 | 1 | 0 | 2 | 0 | 0 | 1 | 2 | 2 | 0  | 8      |
| Estonia   | 1 | 0 | 2 | 0 | 1 | 1 | 0 | 0 | 0 | 1  | 6      |

| Kraj     | 1 | 2 | 3 | 4 | 5 | 6 | 7 | 8 | 9 | 10 | Ogółem |
| -------- | - | - | - | - | - | - | - | - | - | -- | ------ |
| Słowacja | 0 | 1 | 3 | 2 | 0 | 0 | 0 | 0 | 1 | 0  | 7      |
| Andora   | 1 | 0 | 0 | 0 | 3 | 2 | 1 | 1 | 0 | 2  | 10     |

| Kraj   | 1 | 2 | 3 | 4 | 5 | 6 | 7 | 8 | 9 | 10 | Ogółem |
| ------ | - | - | - | - | - | - | - | - | - | -- | ------ |
| Polska | 1 | 0 | 1 | 0 | 0 | 0 | 0 | 0 | x | x  | 2      |
| Rosja  | 0 | 2 | 0 | 3 | 0 | 1 | 3 | 4 | x | x  | 13     |

##### Sesja 2.
2 grudnia, niedziela; 8:00 CET
| Kraj   | 1 | 2 | 3 | 4 | 5 | 6 | 7 | 8 | 9 | 10 | Ogółem |
| ------ | - | - | - | - | - | - | - | - | - | -- | ------ |
| Rosja  | 0 | 0 | 0 | 2 | 0 | 1 | 0 | 1 | 0 | 1  | 5      |
| Andora | 0 | 1 | 0 | 0 | 1 | 0 | 0 | 0 | 1 | 0  | 3      |

| Kraj      | 1 | 2 | 3 | 4 | 5 | 6 | 7 | 8 | 9 | 10 | Ogółem |
| --------- | - | - | - | - | - | - | - | - | - | -- | ------ |
| Chorwacja | 3 | 0 | 3 | 0 | 2 | 1 | 2 | 0 | 1 | x  | 12     |
| Polska    | 0 | 3 | 0 | 2 | 0 | 0 | 0 | 2 | 0 | x  | 7      |

| Kraj    | 1 | 2 | 3 | 4 | 5 | 6 | 7 | 8 | 9 | 10 | Ogółem |
| ------- | - | - | - | - | - | - | - | - | - | -- | ------ |
| Estonia | 0 | 0 | 2 | 0 | 2 | 2 | 0 | 1 | 1 | 1  | 9      |
| Węgry   | 2 | 3 | 0 | 1 | 0 | 0 | 2 | 0 | 0 | 0  | 8      |

##### Sesja 3.
2 grudnia, niedziela; 16:00 CET
| Kraj   | 1 | 2 | 3 | 4 | 5 | 6 | 7 | 8 | 9 | 10 | Ogółem |
| ------ | - | - | - | - | - | - | - | - | - | -- | ------ |
| Węgry  | 2 | 3 | 4 | 1 | 0 | 4 | x | x | x | x  | 14     |
| Polska | 0 | 0 | 0 | 0 | 2 | 0 | x | x | x | x  | 2      |

| Kraj     | 1 | 2 | 3 | 4 | 5 | 6 | 7 | 8 | 9 | 10 | Ogółem |
| -------- | - | - | - | - | - | - | - | - | - | -- | ------ |
| Słowacja | 0 | 0 | 0 | 0 | 0 | 0 | 0 | 2 | 0 | 0  | 2      |
| Rosja    | 0 | 0 | 0 | 0 | 2 | 1 | 1 | 0 | 1 | 0  | '5     |

| Kraj      | 1 | 2 | 3 | 4 | 5 | 6 | 7 | 8 | 9 | 10 | Ogółem |
| --------- | - | - | - | - | - | - | - | - | - | -- | ------ |
| Andora    | 0 | 2 | 0 | 2 | 1 | 1 | 0 | 2 | 2 | x  | 10     |
| Chorwacja | 0 | 0 | 2 | 0 | 0 | 0 | 1 | 0 | 0 | x  | 3      |

##### Sesja 4.
3 grudnia, poniedziałek; 8:00 CET
| Kraj      | 1 | 2 | 3 | 4 | 5 | 6 | 7 | 8 | 9 | 10 | Ogółem |
| --------- | - | - | - | - | - | - | - | - | - | -- | ------ |
| Słowacja  | 1 | 0 | 1 | 0 | 0 | 3 | 0 | 0 | 1 | 1  | 7      |
| Chorwacja | 0 | 2 | 0 | 1 | 0 | 0 | 0 | 1 | 0 | 0  | 4      |

| Kraj   | 1 | 2 | 3 | 4 | 5 | 6 | 7 | 8 | 9 | 10 | Ogółem |
| ------ | - | - | - | - | - | - | - | - | - | -- | ------ |
| Andora | 0 | 1 | 0 | 1 | 0 | 0 | x | x | x | x  | 2      |
| Węgry  | 3 | 0 | 1 | 0 | 3 | 2 | x | x | x | x  | 9      |

| Kraj    | 1 | 2 | 3 | 4 | 5 | 6 | 7 | 8 | 9 | 10 | Ogółem |
| ------- | - | - | - | - | - | - | - | - | - | -- | ------ |
| Polska  | 2 | 0 | 0 | 2 | 0 | 2 | 2 | 0 | 0 | 2  | 10     |
| Estonia | 0 | 1 | 1 | 0 | 2 | 0 | 0 | 2 | 1 | 0  | 7      |

##### Sesja 5.
4 grudnia, wtorek; 12:00 CET
| Kraj    | 1 | 2 | 3 | 4 | 5 | 6 | 7 | 8 | 9 | 10 | Ogółem |
| ------- | - | - | - | - | - | - | - | - | - | -- | ------ |
| Estonia | 0 | 2 | 1 | 0 | 0 | 1 | 0 | 4 | 2 | x  | 10     |
| Andora  | 1 | 0 | 0 | 1 | 0 | 0 | 1 | 0 | 0 | x  | 3      |

| Kraj     | 1 | 2 | 3 | 4 | 5 | 6 | 7 | 8 | 9 | 10 | Ogółem |
| -------- | - | - | - | - | - | - | - | - | - | -- | ------ |
| Węgry    | 0 | 0 | 2 | 0 | 1 | 0 | 2 | 0 | 0 | 3  | 8      |
| Słowacja | 1 | 1 | 0 | 1 | 0 | 1 | 0 | 1 | 0 | 0  | 5      |

| Kraj      | 1 | 2 | 3 | 4 | 5 | 6 | 7 | 8 | 9 | 10 | 11 | Ogółem |
| --------- | - | - | - | - | - | - | - | - | - | -- | -- | ------ |
| Rosja     | 0 | 0 | 0 | 0 | 1 | 0 | 1 | 1 | 0 | 1  | 0  | 4      |
| Chorwacja | 1 | 0 | 0 | 1 | 0 | 1 | 0 | 0 | 1 | 0  | 1  | 5      |

##### Sesja 6.
5 grudnia, środa; 8:00 CET
| Kraj  | 1 | 2 | 3 | 4 | 5 | 6 | 7 | 8 | 9 | 10 | Ogółem |
| ----- | - | - | - | - | - | - | - | - | - | -- | ------ |
| Węgry | 0 | 1 | 0 | 1 | 0 | 0 | 0 | 2 | 0 | x  | 4      |
| Rosja | 0 | 0 | 1 | 0 | 1 | 0 | 4 | 0 | 3 | x  | 9      |

| Kraj     | 1 | 2 | 3 | 4 | 5 | 6 | 7 | 8 | 9 | 10 | Ogółem |
| -------- | - | - | - | - | - | - | - | - | - | -- | ------ |
| Estonia  | 0 | 0 | 0 | 0 | 0 | 0 | 0 | 2 | 0 | x  | 2      |
| Słowacja | 2 | 1 | 0 | 0 | 0 | 3 | 1 | 0 | 1 | x  | 8      |

| Kraj   | 1 | 2 | 3 | 4 | 5 | 6 | 7 | 8 | 9 | 10 | Ogółem |
| ------ | - | - | - | - | - | - | - | - | - | -- | ------ |
| Andora | 1 | 0 | 0 | 2 | 0 | 1 | 0 | 2 | 0 | x  | 6      |
| Polska | 0 | 0 | 1 | 0 | 2 | 0 | 3 | 0 | 3 | x  | 9      |

##### Sesja 7.
5 grudnia, środa; 20:00 CET
| Kraj     | 1 | 2 | 3 | 4 | 5 | 6 | 7 | 8 | 9 | 10 | Ogółem |
| -------- | - | - | - | - | - | - | - | - | - | -- | ------ |
| Polska   | 1 | 0 | 1 | 0 | 1 | 0 | 1 | 0 | 2 | 0  | 6      |
| Słowacja | 0 | 1 | 0 | 2 | 0 | 1 | 0 | 1 | 0 | 2  | 7      |

| Kraj      | 1 | 2 | 3 | 4 | 5 | 6 | 7 | 8 | 9 | 10 | Ogółem |
| --------- | - | - | - | - | - | - | - | - | - | -- | ------ |
| Chorwacja | 0 | 0 | 1 | 0 | 1 | 0 | 1 | 1 | 0 | 0  | 4      |
| Węgry     | 1 | 2 | 0 | 0 | 0 | 1 | 0 | 0 | 2 | 1  | 7      |

| Kraj    | 1 | 2 | 3 | 4 | 5 | 6 | 7 | 8 | 9 | 10 | Ogółem |
| ------- | - | - | - | - | - | - | - | - | - | -- | ------ |
| Rosja   | 0 | 0 | 2 | 0 | 3 | 0 | 0 | 1 | 1 | 2  | 9      |
| Estonia | 2 | 0 | 0 | 1 | 0 | 2 | 0 | 0 | 0 | 0  | 5      |